# Cum On Feel the Noize
Cum On Feel the Noize är en rocklåt av den brittiska rockgruppen Slade. Den komponerades liksom de flesta av gruppens egna kompositioner av sångaren Noddy Holder och basisten Jim Lea. Inspelningen producerades av Chas Chandler. Låten gavs ut som fristående singel 1973, men kom senare samma år att ingå på samlingsalbumet Sladest.
Med låten fick Slade sin fjärde singeletta i Storbritannien, och den var deras första att gå direkt in på topplaceringen. Den blev populär i många delar av Europa, men i USA stannade den på plats 98 på Billboardlistan.
Låten blev istället framgångsrik i USA i en cover av Quiet Riot 1983.

## Listplaceringar
| Lista (1973)   | Position                              |
| -------------- | ------------------------------------- |
| Australien     | 18 (Go Set)                           |
| Danmark        | 2 (DR "Tipparaden")                   |
| Finland        | 10                                    |
| Frankrike      | 18                                    |
| Irland         | 1                                     |
| Nederländerna  | 6                                     |
| Schweiz        | 4                                     |
| Storbritannien | 1 (UK Singles Chart)                  |
| Sverige        | - (Testad på Tio i topp, ej inröstad) |
| USA            | 98 (Billboard Hot 100)                |
| Västtyskland   | 8                                     |
| Österrike      | 10                                    |